# Eugenio Bani
Eugenio Bani (13 januari 1991) is een Italiaans voormalig wielrenner die in 2017 reed voor RTS-Monton Racing Team.

## Carrière
In juni 2009 werd Bani na het Italiaans kampioenschap op de weg voor junioren positief bevonden op het gebruik van hCG en werd door de Italiaanse bond voor 21 maanden geschorst.
Na zijn schorsing kreeg Bani in augustus 2013 een stagecontract bij Amore & Vita. Pas in 2015 tekende hij een volwaardig contract bij die ploeg. In dat jaar reed Bani zich onder meer naar een achtste plaats in de eerste etappe van de Ronde van Fuzhou. In januari 2016 behaalde hij zijn eerste UCI-overwinning: in de vierde etappe van de Ronde van Táchira versloeg hij Wellington Capellan en Ismael Cárdenas in de sprint. Drie maanden later werd hij in de eindsprint in de GP Adria Mobil enkel geklopt door Filippo Fortin en Alberto Cecchin.

## Overwinningen
2016
4e etappe Ronde van Táchira

## Ploegen
- 2013 –  Amore & Vita (stagiair vanaf 1-8)
- 2015 –  Amore & Vita-Selle SMP
- 2016 –  Amore & Vita-Selle SMP
- 2017 –  RTS-Monton Racing Team

Bani · Celano · Ficara · Fredjoek · Gavazzi · Halilaj · Hishinuma · Kogoet · Lunardon · Manko · Martins · Movtsjan · Ponomarenko · Rjaposov · Tarkovski · Zamparella